# Dekret o vytvoření revolučního tribunálu
Dekret o vytvoření revolučního tribunálu (francouzsky Décret sur la création du Tribunal révolutionnaire) byl výnos Národního konventu přijatý 10. března 1793, kterým se zřizoval revoluční tribunál.

## Historie
Během zasedání Národního konventu dne 10. března 1793 navrhl poslanec a právník Georges Danton okamžité přijetí zásadních opatření nezbytných pro záchranu věcí veřejných. Zejména se odvolával na nebezpečí rychlých soudních procesů ze strany lidu. Opatření měly zabránit hromadným masakrům, jako byly ty, které se odehrály v září předchozího roku. Podle něj dokáže těmto excesům zabránit revoluční tribunál. Ještě téhož dne navzdory protestům girondistů Národní konvent odhlasoval vytvoření mimořádného trestního soudu.
Příslušnost nového tribunálu se vztahovala na všechnu kontrarevoluční činnost, jakýkoli útok proti svobodě, rovnosti, jednotě, nedělitelnosti republiky, vnitřní a vnější bezpečnosti státu a na všechna spiknutí směřující k obnovení království. Proti rozsudku neexistovalo odvolání ani kasace.
O rok později, 5. dubna 1794 tento tribunál odsoudil k trestu smrti i samotného Georgese Dantona. Revoluční tribunál byl zrušen 31. května 1795.